# Syracuse University
Syracuse University er et privat forskningsuniversitet i Syracuse i New York i USA. Dets rødder kan spores tilbage til Genesee Wesleyan Seminary, grundlagt af Methodist Episcopal Church i 1832, som også senere grundlagde Genesee College. Efter flere års debat om at flytte kollegiet til Syracuse, blev universitetet grundlagt uafhængigt af kollegiet i 1870. Siden 1920 har universitetet identificeret sig selv som usekterisk, selvom det opretholder en tilknytning til The United Methodist Church.  Syracuse valgtes til Association of American Universities i 1966, og trak sit medlemskab i 2011 efter en potentiel trussel om at blive ekskluderet på grund af forskelle i evalueringeskriterier.
Campuset ligger i University Hill-kvarteret i Syracuse, øst og sydøst for den centrale bydel, på en af de større bakker. Dets store campus er udstyret med en eklektisk blanding af bygninger, der spænder fra det 19. århundrede, romanske strukturer til moderne bygninger. Universitetet er organiseret i 13 skoler og kollegier, med nationalt anerkendte programmer i informations- og biblioteksvidenskab, arkitektur, kommunikation, business administration, offentlig administration, teknik og kunst- og videnskabskollegium .
Syracuse Universitys atletiske hold, der er kendt som Syracuse Orange, deltager i 20 interkollegiale sportsgrene. Universitetet er medlem af Big East Conference for alle NCAA første-divisions atletik, undtagen for kvindernes ishockey og roning. Universitetet er også medlem af Eastern College Athletic Conference.
I det akademiske år 2004-05 havde universitetet 18.247 studerende, heraf 12.268 på bachelor-niveau. Universitetets motto er Suos Cultores Scientia Coronat, hvilket på latin betyder Viden kroner dem, der søger den. Universitetets officielle farve har været orange siden 1890. Den danske datalog Per Brinch Hansen var professor ved universitetet.

## Kendte kandidater
- Eileen Collins – Astronaut ved NASA
- Amartya Sen – økononom og Nobelpris-modtager